# L'Amour de ma vie (film)
Pour plus de détails, voir Fiche technique et Distribution.
L'Amour de ma vie ('Til There Was You) est un film américain réalisé par Scott Winant, sorti en 1997.

## Synopsis
Deux étrangers, dont les chemins se croisent depuis toujours, se rencontrent finalement quand le destin intervient.

## Fiche technique
- Titre original : 'Til There Was You
- Titre français : L'Amour de ma vie
- Réalisation : Scott Winant
- Scénario : Winnie Holzman
- Pays :  États-Unis
- Langue : anglais
- Format :
- Durée : 113 min
- Classification :
  - France : 14 janvier 1998
  - USA : 30 mai 1997

## Distribution
- Jeanne Tripplehorn (VF : Françoise Vallon) : Gwen Moss
  - Yvonne Zima : Gwen à 7 ans
  - Madeline Zima : Gwen à 12 ans
- Dylan McDermott (VF : Jean-François Vlérick) : Nick
- Sarah Jessica Parker (VF : Séverine Morisot) : Francesca Lanfield
- Jennifer Aniston (VF : Rafaèle Moutier) : Debbie
  - Amanda Fuller (VF : Ingrid Donnadieu) : Debbie à 13 ans
- Christine Ebersole : Beebee Moss
  - Janel Moloney : Beebee à 25 ans
- Michael Tucker : Saul Moss
- Karen Allen : Betty Dawkan
- Kale Browne : Vince Dawkan
- John Hawkes (VF : Adrien Antoine) : Gawayne
- Ian Gomez : Scott
- Alice Drummond (VF : Claude Chantal) : Harriet
- Ken Olin (VF : Gabriel Le Doze) : Gregory
- Susan Walters : Robin
- Kasi Lemmons : Angenelle
- Craig Bierko (VF : Serge Faliu) : Jon Haas
- Patrick Malahide (VF : Joël Martineau) : Timo
- Steve Antin (VF : Thierry Wermuth) : Kevin
- Reg Rogers (VF : David Krüger) : Bob
- Richard Fancy (en) (VF : José Luccioni) : Murdstone
- Nina Foch : Sophia Monroe
- Jack Kruschen : Monsieur Katz
- Matt Roth : Todd
- Kelli McCarty : serveuse
- Julio Oscar Mechoso : déménageur

 Source et légende : version française (VF) sur RS Doublage et selon le carton du doublage français sur le DVD zone 2.